# Le vie dei canti
Le vie dei canti (The Songlines, 1987) è un libro di Bruce Chatwin che è contemporaneamente un romanzo, un saggio, e un diario di viaggio. Ambientato in Australia, il libro racconta delle indagini svolte da Chatwin sulla tradizione aborigena dei canti rituali, tramandati di generazione in generazione come conoscenza iniziatica e segreta. Il libro sviluppa la tesi secondo cui i canti aborigeni sono contemporaneamente rappresentazione di miti della creazione (narrazione degli eventi dell'epoca ancestrale del "dreamtime", da cui tutto discende) e mappe del territorio. Il titolo si riferisce alle migliaia di linee immaginarie (appunto le "vie dei canti") che, secondo le conclusioni di Chatwin, attraversano l'intero continente; ogni canto tradizionale sarebbe la rappresentazione musicale delle caratteristiche geografico-topografiche di un tratto di una di queste vie.
A partire dall'analisi del concetto di "via dei canti" aborigena Chatwin arriva a trattare anche i temi ricorrenti della sua opera, in particolare la tesi del nomadismo come condizione originaria dell'umanità, ma anche teorie antropologiche sull'origine della società, delle armi e della violenza, citando Konrad Lorenz, Otto Jespersen, Martin Heidegger, Wilhelm von Humboldt, John Wiens, Giambattista Vico, Ted Strehlow, Anne Cameron, William Blake, Meister Eckhart, Marcel Proust eccetera; e ancora antichi testi biblici, sumeri, quashgai, indiani, africani e tanti altri.

## Edizioni
- Bruce Chatwin, Le vie dei canti, traduzione di Silvia Gariglio, Adelphi, 1988,  p. 390, ISBN 88-459-0306-0.